# كيس ستورم
كيس ستورم (بالهولندية: Kees Storm)‏ هو محاسب ورائد أعمال هولندي، ولد في 1942 في أمستردام في هولندا.

## وصلات خارجية
- كيس ستورم على موقع إن إن دي بي (الإنجليزية)